# Bobillier (cràter)
Bobillier és un petit cràter d'impacte de la Lluna amb forma de copa situat a la part sud-oest de la Mare Serenitatis. Es troba notablement aïllat, situat a nord-nord-oest del cràter Bessel. Al sud i a l'oest es localitza una cresta arrugada designada Dorsum Buckland.

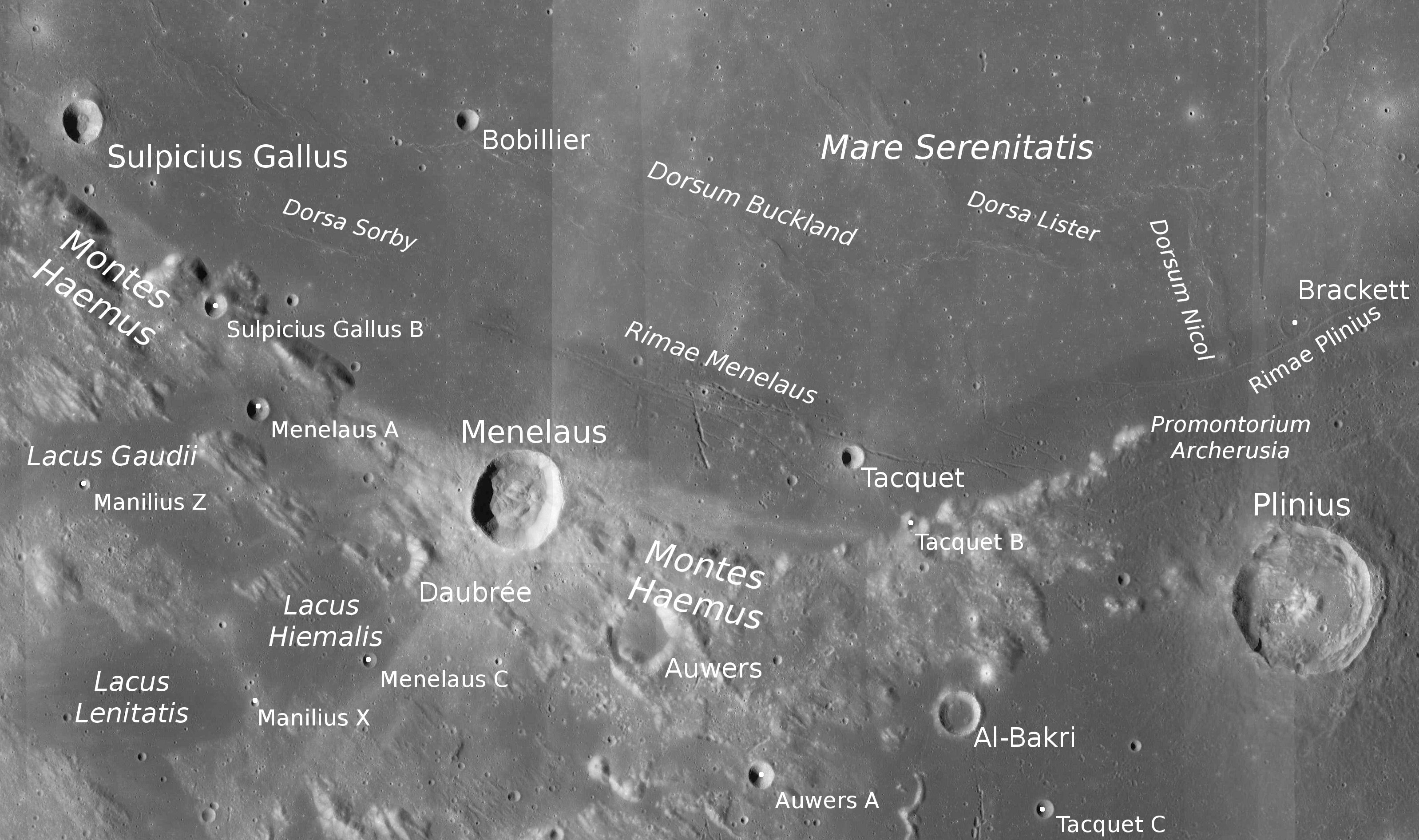
Localització de Bobillier (quadrant superior esquerra de la imatge)
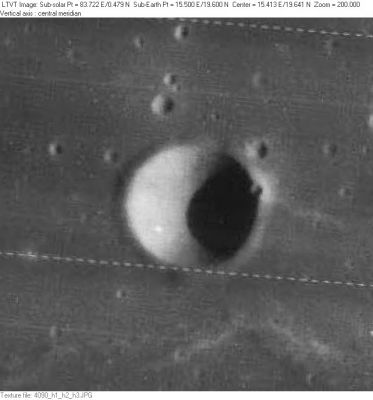
Imatge de la missió Lunar Orbiter 4

Bobillier va ser identificat prèviament com Bessel I abans de ser reanomenat per la UAI en 1976.